# Reggie Evans
Reginald Jamaal „Reggie” Evans (ur. 18 maja 1980 w Pensacola) – amerykański koszykarz, występujący na pozycji skrzydłowego.

## Osiągnięcia
Na podstawie, o ile nie zaznaczono inaczej.
NJCAA
- Debiutant Roku Konferencji NJCAA (1999)
- Zaliczony do:
  - II składu NJCAA All-Conference (1999)
  - III składu NJCAA All-Region (1999)

NCAA
- MVP turnieju:
  - CBE Classic Iowa Regional (2002)
  - Big Ten (2001)[3]
- Zaliczony do:
  - I składu:
    - turnieju:
      - Big Ten (2001, 2002)
      - Portsmouth Invitational Tournament (2002)
      - CBE Classic (2002)

  - II składu All-Big (2001, 2002)
  - składu NCAA Honorable Mention All-American (2001, 2002)
- Lider:
  - NCAA w double-doubles (2001)
  - konferencji Big Ten w zbiórkach (2001, 2002)[4]

Reprezentacja
- Mistrz świata U–21 (2001)[5]